# Bắc Sơn, Đô Lương
Bắc Sơn là một xã thuộc huyện Đô Lương, tỉnh Nghệ An, Việt Nam.
Xã Bắc Sơn có diện tích 4,95 km², dân số năm 1999 là 4.244 người, mật độ dân số đạt 857 người/km².

## Hành chính
Xã Bắc Sơn gồm các xóm: 1, 2, 3, 4